# Meridià 90 a l'est
El meridià 90 a l'est de Greenwich és una línia de longitud que s'estén des del pol Nord travessant l'oceà Àrtic, Àsia, l'oceà Índic, l'oceà Antàrtic i l'Antàrtida fins al pol Sud.
El meridià 90 a l'est forma un cercle màxim amb el meridià 90 a l'oest. Com tots els altres meridians, la seva longitud correspon a una semicircumferència terrestre, uns 20.003,932 km. Al nivell de l'Equador, és a una distància del meridià de Greenwich de 10.017 km.

## De Pol a Pol
Començant en el pol Nord i dirigint-se cap al pol Sud, aquest meridià travessa:
| Coordenades                             | País, territori o mar        | Notes |
| --------------------------------------- | ---------------------------- | --- |
| 90° 0′ N, 90° 0′ E / 90.000°N,90.000°E  | Oceà Àrtic                   | |
| 81° 9′ N, 90° 0′ E / 81.150°N,90.000°E  | Mar de Kara                  | Passa a l'oest de l'illa Schmidt, Krai de Krasnoiarsk, Rússia                                                                 |
| 77° 7′ N, 90° 0′ E / 77.117°N,90.000°E  | Rússia                       | Krai de Krasnoiarsk — illes Kírov                                                                                             |
| 77° 6′ N, 90° 0′ E / 77.100°N,90.000°E  | Mar de Kara                  | |
| 75° 33′ N, 90° 0′ E / 75.550°N,90.000°E | Rússia                       | Krai de Krasnoiarsk Khakàssia — des 55° 8′ N, 90° 0′ E / 55.133°N,90.000°E Tuvà — des 51° 40′ N, 90° 0′ E / 51.667°N,90.000°E |
| 50° 1′ N, 90° 0′ E / 50.017°N,90.000°E  | Mongòlia                     | Província de Bayan-Ölgii |
| 47° 53′ N, 90° 0′ E / 47.883°N,90.000°E | República Popular de la Xina | Xinjiang Qinghai — des 36° 10′ N, 90° 0′ E / 36.167°N,90.000°E Tibet — des 33° 42′ N, 90° 0′ E / 33.700°N,90.000°E            |
| 28° 19′ N, 90° 0′ E / 28.317°N,90.000°E | Bhutan                       | |
| 26° 44′ N, 90° 0′ E / 26.733°N,90.000°E | Índia                        | Assam Meghalaya — des 25° 50′ N, 90° 0′ E / 25.833°N,90.000°E                                                                 |
| 25° 16′ N, 90° 0′ E / 25.267°N,90.000°E | Bangladesh                   | |
| 21° 59′ N, 90° 0′ E / 21.983°N,90.000°E | Oceà Índic                   | |
| 60° 0′ S, 90° 0′ E / 60.000°S,90.000°E  | Oceà Antàrtic                | |
| 66° 46′ S, 90° 0′ E / 66.767°S,90.000°E | Antàrtida                    | Terra de l'Emperador Guillem II, Territori Antàrtic Australià, reclamada per Austràlia                                        |